# Bredouille

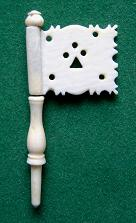
Kleiner Elfenbein-Wimpel als Kennzeichen einer grande bredouille („großen Bredouille“) im Tricktrack

Eine Bredouille (IPA: [bʁeˈdʊljə], anhörenⓘ) bezeichnet eine Verlegenheit, Schwierigkeit oder Bedrängnis (z. B. in der Bredouille stecken, jemanden in die Bredouille bringen). Das aus dem Französischen stammende Wort fand ab dem 18. Jahrhundert vermutlich über den Gebrauch im Tricktrackspiel Eingang in den deutschen Sprachraum.
Im Französischen wird das Wort bredouille heute allerdings meist als Adverb in der generellen Bedeutung „mit leeren Händen“ oder „unverrichteter Dinge“ benutzt. Eine häufige Wendung ist rentrer bredouille (p. ex. de la chasse), zu Deutsch: „mit leeren Händen/erfolglos (z. B. von der Jagd) zurückkehren“; unter Jägern bedeutet sie streng genommen allerdings nicht „mit leeren Händen“, sondern eher „mit nicht ausreichend großer Jagdbeute“ (z. B. nur mit Lerchen anstatt größeren Wildbrets). Unterschiedliche Ansichten werden darüber vertreten, ob das französische Verb bredouiller, das schnelles und unverständliches Sprechen bezeichnet, als Ursprung von bredouille zu gelten hat.
Im Spiel Tricktrack hat Bredouille außerdem im Deutschen wie auch im Französischen (bredouille: Aussprache [bʀəˈduj]) mehrere Spezialbedeutungen.

## „Bredouille“ im Tricktrack
| \| \|                                                              |
| Tricktrackspielbrett mit den drei kleinen Bredouille-Spielscheiben |
| Zum Anklicken des Bildes bitte näher am Bildrand klicken.          |

Im Französischen bezeichnet das Tricktrack-Fachwort bredouille (fem. Substantiv) den Gewinn von zwölf Punkten (zumindest in der Spielform Grand Trictrac daher auch: trou bredouille; trou bezeichnet zwölf Punkte), nach anderer Darstellung von mehreren oder sogar allen Punkten, ohne dass der Gegner überhaupt Punkte gewonnen hat; daraufhin werden die so gewonnenen Punkte doppelt gezählt. Laut der Ausgabe des Dictionnaire de l’Académie française von 1835 bezeichnet zudem (marquer en) petite bredouille (kleine bredouille [erzielen]) sechs Zwölf-Punkt-Gewinne in Folge, woraufhin Punkte verdoppelt werden dürfen; dagegen bezeichnet (marquer en) grande bredouille (große bredouille [erzielen]) zwölf oder mehr Zwölf-Punkt-Gewinne in Folge, woraufhin Punkte vierfach zählen dürfen. Das Dictionnaire de Trévoux (1712) bezeichnete zwölf Zwölf-Punkt-Gewinne in Folge als tour bredouille, erwähnte aber keine Vervierfachungsregel.
Außerdem bezeichnet das Wort gesonderte bredouille-Spielsteine bzw. -Spielscheiben, die zumindest im frühen 18. Jahrhundert aus Elfenbein gefertigt sein konnten. Sie werden neben das Tricktrackspielbrett gelegt, solange in der aktuellen Partie noch eine bredouille-Möglichkeit besteht. Gemäß der Ausgabe des Dictionnaire de l’Académie française von 1835 kennzeichnen die Steine hingegen, dass bereits eine bredouille erzielt worden ist; zudem dienten demnach bredouille-Wimpel zur Kennzeichnung, dass ein Spieler eine petite bredouille erzielt hatte. Nach Darstellung von Émile Littré (1847–1865) hingegen diente ein Wimpel generell als Kennzeichen, dass ein Spieler mehrere Zwölf-Punkt-Gewinne (trous) am Anfang einer Partie verzeichnet habe.
Mit dem Adjektiv bredouille kann im französischen Tricktrackjargon daher einerseits eine vorteilhafte Spielsituation ausgedrückt werden (aus Sicht des gewinnenden Spielers: z. B. avoir la bredouille, être en bredouille – bredouille haben bzw. in bredouille sein), aber andererseits – wie im Deutschen – auch eine negative Situation (aus Sicht des verlierenden Spielers: z. B. être bredouille, perdre la partie bredouille – bredouille sein bzw. eine Partie bredouille verlieren).
Auch im Deutschen werden oder wurden zumindest ein doppelt zählendes, bereits gewonnenes oder zu gewinnendes Tricktrack-Spiel sowie die entsprechende Spielscheibe als „Bredouille“ bezeichnet. Daneben besteht der alltagssprachliche Ausdruck, in der Bredouille zu stecken.

## Etymologie und Wortgeschichte
Im Französischen sind Kommentare zur Etymologie von bredouille schon mindestens aus dem frühen 17. Jahrhundert bekannt. Seither ist zwar das etymologische Wissen enorm gewachsen, dennoch gibt es zur Herkunft von bredouille bis heute unterschiedliche Angaben.

### Früher Gebrauch im Französischen und erster Etymologieversuch

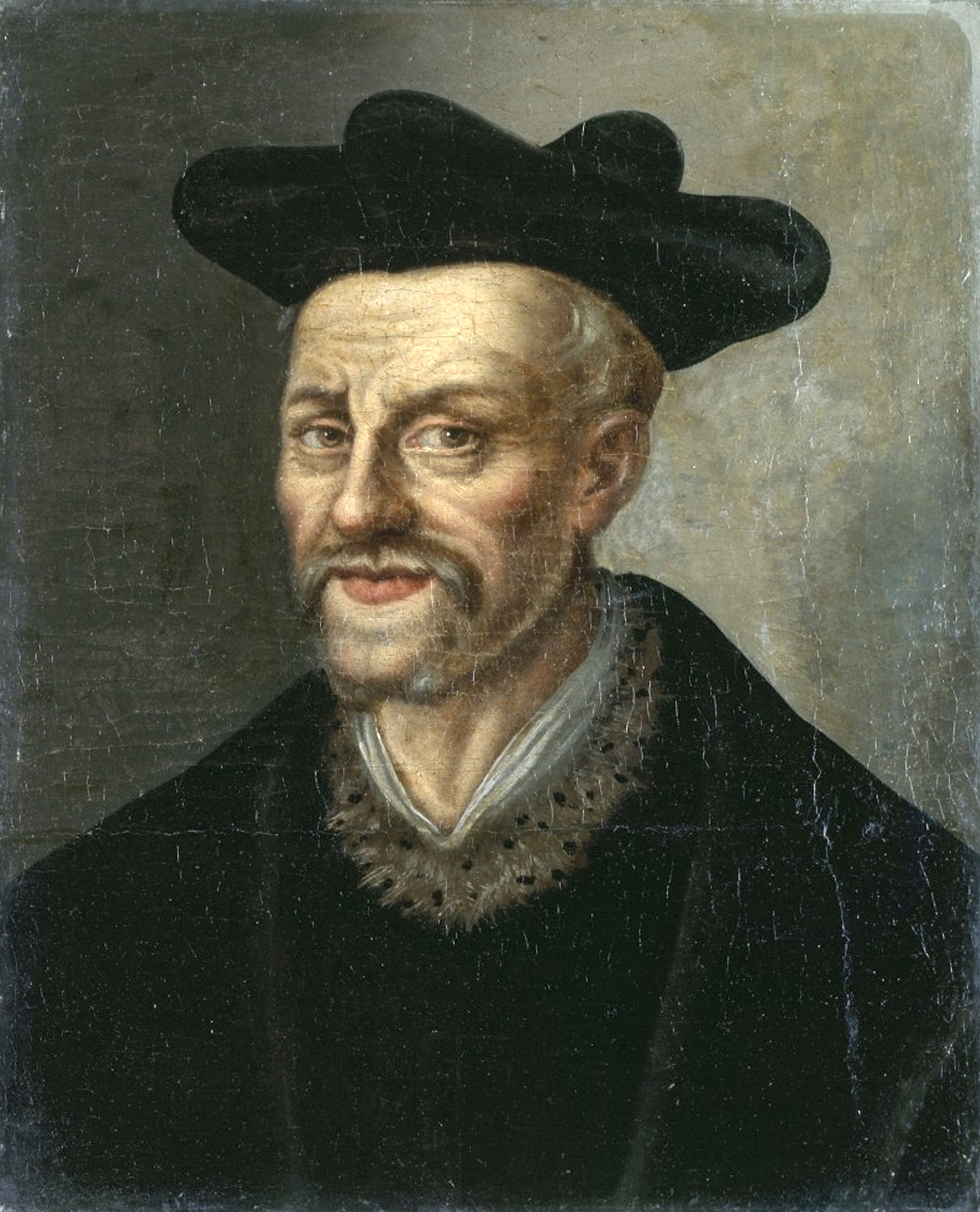
Rabelais (* ca. 1494), ältester bekannter Benutzer des Wortes

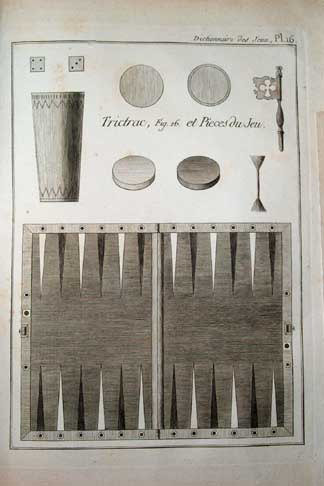
Tricktrack-Darstellung, wohl 1792: Der Wimpel als grande-bredouille-Kennzeichen existierte bereits (oben rechts)

Die älteste heute bekannte Erwähnung von bredouille findet sich bei François Rabelais (ca. 1494–1553). Er benutzte das Wort 1534 in seinem Werk La Vie de Gargantua et de Pantagruel en cinq livres in einer Aufzählung von phantasievollen Bezeichnungen, die Kinderfrauen oder Ammen einem Kleinkind gaben: L’une la nommait la petite dille, l’aultre ma pinne, l’aultre ma branche de coural (…), ma andoille vermeille, ma petite couille bredouille. (deutsch: Die eine nannte sie kleine Büchse, die andere meine pinne, die andere mein Korallenzweig, (…), meine hochrote Kaldaunenwurst, mein kleiner Ärger bredouille. – Die Bedeutung von bredouille bei Rabelais ist bis heute nicht eindeutig geklärt, siehe unten.)
Aus dem Jahr 1611 ist der erste eindeutig spielbezogene Gebrauch überliefert, als der Lexikograph Randle Cotgrave das Wort als „vorteilhafte Situation eines Karten- oder Tricktrackspielers“ erklärte; Cotgrave hielt im gleichen Jahr außerdem den Ausdruck être bredouillé als „etwas angeheitert sein“ fest. 1626 heißt es in einer französischen Übersetzung aus dem Spanischen über den Verlauf eines Kampfes: ... par ce moyen luy faict perdre son coup, &  le met en bredouille, l’amant qui ne peut perdre ceste occasion, luy pousse une estocade .... Mindestens ab 1651 gab es die Redewendung, jemanden in die Bredouille zu bringen (mettre en bredouille) im Sinne von „jemanden in Verlegenheit zu bringen“. Spätestens 1680 wurde bredouille im Tricktrack außerdem als Bezeichnung für eine doppelte Partie benutzt, die man mit zwei Spielsteinen markierte; dabei wurden bereits grande bredouille (zwölf Spiele in Folge, bei denen man den doppelten Einsatz erhält) und partie brédouille (doppelt zählend) erwähnt.
Der frühe Gebrauch des Verbs bredouiller (undeutlich oder viel sprechen) ist indes in mehreren Schreiben von Marie de Rabutin-Chantal, Marquise de Sévigné erhalten; bereits aus dem Jahr 1676 stammt auch ein Brief mit dem von bredouiller abgeleiteten Partizip bredouillé(e), offenbar benutzt für wortreiche Komplimente: Parère m’a écrit une lettre toute bredouillée de compliments et de protestations.
Eine frühe etymologische Spekulation veröffentlichte der Philologe Jacob Le Duchat (1658–1735) 1711 in seinem Kommentar zu Rabelais’ Werk, zwischen anderen Notizen zu von Rabelais benutzten, schwer oder gar nicht verständlichen Ausdrücken. Demnach komme bredouille, so Le Duchat, vielleicht von bis-rotula oder rotundula.Fußnote 34:  Unklar ist, ob er den Vorschlag evtl. aus Unkenntnis des Wortes heraus machte (also als Versuch des Sinnstiftens über die Etymologie) oder ihn als zusätzliche Information für den Leser dachte. Ein späterer Kommentator (spätestens 1823) bezeichnete Le Duchats Idee jedenfalls schlicht als „lächerlich“ (ebenda) und interpretierte bredouille stattdessen analog zum Verb bredouiller, d. h. als Bezugnahme auf unverständliches Sprechen. Er wies aber auch auf die dem Dictionnaire de Trévoux entnommene – also seiner Ansicht nach offenbar nicht selbstverständlich und vielleicht auch ihm selbst nicht bekannte – Bedeutung hin, einen Disput oder Tanz bredouille zu verlassen, wenn man nicht zum Diskutieren oder Tanzen gekommen sei (vgl. von etwas unverrichteter Dinge zurückkehren), was er als „beschämt“ auslegte (ebenda). Im 20. Jahrhundert würden schließlich O. Bloch und W. von Wartburg in ihrem Dictionnaire étymologique de la langue française annehmen, dass Rabelais’ bredouille eigentlich „die verlegen ist“ bedeute.
Die 1721 erschienene Ausgabe des Dictionnaire de Trévoux erwähnte bereits die heutigen Bedeutungen von bredouille wie auch von bredouiller. Zu bredouille führte es, neben der Bedeutungen im Tricktrack, auch übertragene Bedeutungen auf: Ein Mensch sei en bredouille (in [einer] bredouille), wenn seine Angelegenheiten in so einem Durcheinander seien, dass es ihm den Sinn (esprit) verändere, oder dem so sehr die Redefreiheit fehle, dass er nicht mehr wisse, was er tue oder sage. Auch erwähnt Trévaux, wie erstmals in der Trévaux-Ausgabe von 1704 überliefert, die heute nicht mehr benutzte Bedeutung, dass eine Frau einen Ball bredouille verlasse, wenn sie nicht zum Tanzen aufgefordert worden sei (vgl. auch Rabelais-Kommentar oben). Daneben nannte das Lexikon auch das Verb bredouiller (mit Schwierigkeiten, zu schnell oder unverständlich sprechen) und dazu passend die Substantive bredouilleur (jemand, der so schlecht oder schnell spricht, dass man ihn nicht versteht; auch als Adjektiv) und bredouillement (Sprachfehler, der zu schlechter Aussprache führt).
Vermutlich im 18. Jahrhundert gelangte das Wort bredouille als Ausdruck im Tricktrack in den deutschen Sprachraum.

### Etymologiesuche im 19. Jahrhundert
Der Lexikograph und Grammatiker Napoléon Landais (1804–1852) vermutete, der Ausdruck revenir bredouille (unverrichteter Dinge zurückkehren) müsse sich aus dem Passiv des Wortes – von être bredouillé (etwa: „bredouilliert“ worden sein) – entwickelt haben. Da das Wort bredouille somit sowohl Aktiv als auch Passiv ausdrücken könne (vgl. die ähnlichen Ausdrücke aus Sicht von Gewinner und Verlierer im Tricktrack), lehnte Landais den Gebrauch des Wortes stark ab.
Louis Dochez veröffentlichte 1860 das Nouveau dictionnaire de la langue française, in dem als Ursprung von bredouiller das keltische Wort broë (Wortschwall) vorschlug; bredouille sowie andere Wörter mit bredouill- beginnende Wörter definierte Dochez zwar, wies für sie aber auf keine weiteren etymologischen Wurzeln hin.
Auguste Scheler erwähnte 1862 im Dictionnaire d’étymologie française d’après les résultats de la science moderne zwar nicht das Wort bredouille, widmete jedoch der Etymologie des Verbs bredouiller einige Aufmerksamkeit. Unter Bezugnahme auf den deutschen Romanisten Friedrich Christian Diez nannte er als eine Möglichkeit die Herkunft aus altfranzösisch braidir, bredir und provenzalisch braidir (singen, plappern, undeutlich sprechen; mit weiteren etymologischen Angaben). Zudem hob er den „Scharfsinn“ von Dochez mit seinem Vorschlag des keltischen broë hervor. Scheler selbst wies auf Ähnlichkeiten von bredouiller zu den deutschen Wörtern brodeln, braudeln und bradeln hin. Er behauptete außerdem, bereits Gilles Ménage (1613–1692) habe vom lateinischen blaesus sowohl bredouiller als auch bègue (stotternd) abgeleitet; zumindest in Ménages etymologischem Werk Les Origines de la langue française findet sich allerdings für bredouiller kein Eintrag, und bègue wurde vielmehr von balbus via baluus abgeleitet.
In seinem 1847 bis 1865 entstandenen Dictionnaire de la langue française («Littré») erklärte Littré zum Ursprung von bredouille, das Wort habe sich das Tricktrackspiel „zweifellos“ vom Wort bredouiller (unverständlich sprechen) entliehen. Zum Wort bredouiller strich Littré hervor, dass altfranzösische Beispiele für seinen Gebrauch vollkommen fehlten. Zu möglichen Ansätzen einer Etymologie von bredouiller (und damit seiner Ansicht nach von bredouille) verwies auch Littré auf Diez; ihm zufolge stamme bredouille vom altfranzösischen bredir, bresdir, hennir; provenzalisch braidir (rufen, schreien), was von braire (brüllen) abgeleitet zu sein scheine; die Etymologie, so Littré, sei aber zweifelhaft. Andererseits habe François Génin (Recréations philologiques, Band 1, S. 280) als Ursprung eine Zusammensetzung aus der Pejorativ-Partikel bre oder ber mit douille („prall“ oder „gefüllt“) vorgeschlagen, was nach Littrés Meinung aber allzu hypothetisch sei und das Wort bredouille auch nicht gut erkläre. Littré selbst wies darauf hin, dass es im Picardischen der Picardie und der Region um Valenciennes (le picard et le rouchi) das noch mancherorts verwendete Wort berdeler (zwischen den Zähnen schimpfen oder knurren) sowie das Wort bredasse (bedeutungsgleich zu bredouilleur, d. h. jemand, der undeutlich spricht) gebe. Daraus folgert Littré, dass es einen Wortstamm berd oder bred gegeben habe, auch wenn damit nicht klar sei, ob er eine Verbindung zum alten bredir habe. In einem Ergänzungsheft (Supplément) zur Wörterbuchausgabe von 1880 zitierte Litré außerdem ein Beispiel für den Gebrauch des Wortes berdeler aus dem 13. Jahrhundert und notierte dazu, es sei durch das noch immer im Picardischen benutzte Wort berdeler bewiesen, dass bredeler (13. Jh.) das moderne französische Wort bredouiller repräsentiere.
In der Monatszeitschrift Le Courrier de Vaugelas, die grammatische und philologische Fragen des Französischen beantwortete, tauchte im Mai 1870 die Frage nach Bedeutung und Etymologie von revenir bredouille (von der Jagd ohne Abschuss zurückkehren) auf. In der Antwort, die auch auf das Trévoux verwies, wurde als Herkunft das Tricktrackspiel genannt; die Etymologie des Wortes sei unbekannt. Außerdem verwies der Autor auf Littré, dem zufolge das Wort nicht von alters her bekannt sei, und schloss sich Landais’ Meinung an, dass das – Aktiv und Passiv gleichermaßen bedeutende – Wort gemieden werden solle.
Das Dictionnaire d’étymologie française wies außerdem darauf hin, dass die Verbendung -ouiller im Französischen häufiger schnell aufeinanderfolgende Bewegungen oder Geräusche bezeichne. Beispiele sind bafouiller (stammeln, stottern), chatouiller (kitzeln, kribbeln), farfouiller (herumkramen, -stöbern) und gazouiller (plappern, zwitschern).

### Moderne Annahmen zur Etymologie
Die meisten Autoren nehmen nach wie vor an, dass der aus Tricktrack und in übertragenem Sinne bekannte Ausdruck bredouille mit dem Verb bredouiller im Sinne unverständlichen und vielen Redens verwandt und aus ihm entstanden ist (siehe auch schon oben: Littré, 1865); vereinzelt wird jedoch auch die Gegensicht einer getrennten oder auf bredouille zurückgehenden Etymologie vertreten.

#### Ursprung von „bredouille“ in „bredouiller“

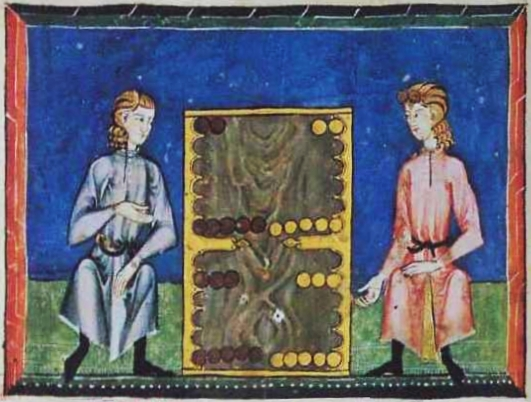
Abbildung von todas tablas im libro de los juegos (Buch der Spiele) von Alfons X. (1251–1282)

Das französische Wörterbuch Le Grand Robert (1966) leitet bredouille über das Verb bredouiller (unverständlich sprechen, vgl. Littré) her vom altfranzösischen, lautmalerischen Wort bredeler (deutsch: nuscheln) her. Daraus sei das 1564 erstmals erwähnte Verb bredouiller und schließlich das Substantiv bredouille (deutsch: Scheitern) entstanden. (Angesichts der vorgeschlagenen Zeitangabe ist zu vermuten, dass der Robert-Redaktion der obengenannte Gebrauch des Wortes durch Rabelais nicht bekannt war.)
Auch das Dictionnaire étymologique de la langue française von O. Bloch und W. von Wartburg geht von einer Verwandtschaft von bredouille mit bredouiller aus. Letzteres sei eine Variante des altfranzösischen bredeler (vgl. Littré, 1865), bret(t)er (brabbeln, brummen) und bretonner (stammeln, stottern; im eigentlichen Sinne auch: wie ein Bretone – d. h. vermutlich schwer verständlich – sprechen), die allesamt auf brittus (Bretone) zurückgingen.

#### Ursprung von „bredouiller“ evtl. in „bredouille“
Einen Ursprung von bredouiller in bredouille oder möglicherweise sogar eine getrennte Entstehung nehmen die Autoren des Trésor de la langue française informatisé an. Die übertragene Bedeutung von bredouille (erfolglos, unverrichteter Dinge, in Bedrängnis usw.) sei vielleicht aus dem Tricktrack hervorgegangen; über den weiteren Ursprung des Tricktrackbegriffs hingegen schweigen die Autoren. Eine Verwandtschaft mit dem undeutlichen Sprechen jedenfalls sei – auch wenn mangelndes Verständnis ebenfalls zu Verlegenheit führen könne – aus semantischen Gründen nicht anzunehmen.

#### Ursprung von „bredouille“ und „bredouiller“ in „berdouille“
Nach einer von P. Guirard (zitiert in Lenoble-Pinson, 1989) im Dictionnaire des etymologies obscures vertretenen Hypothese schließlich liegt die Verbindung zwischen être bredouille (Spiel, Jagd) und bredouiller in einer gemeinsamen Verwandtschaft mit dem Wort berdouille (Dreck, Schlamm), das laut Guirard im Norden Frankreichs nachgewiesen ist. Der Tricktrackausdruck être berdouille bedeute damit, (im Schlamm) stecken geblieben zu sein oder sich festgefahren zu haben. Diese Hypothese vertreten auch Knaurs Wörterbuch der deutschen Sprache (1985, S. 228) und der Duden, die jeweils angeben, bredouille im Französischen habe ursprünglich Dreck bedeutet; die weitere Herkunft des Wortes sei ungeklärt.